# Сулковский, Франтишек
Франтишек де Паула Сулковский (пол. Franciszek de Paula Sułkowski, 29 января 1733 — 22 апреля 1812) — польский военный и государственный деятель, князь Священной Римской империи (1752), генерал-инспектор коронных войск, генерал-лейтенант (1762), камергер польского короля Станислава Августа Понятовского, староста гудновский, князь-ординат Бельско-Бялы (1786—1812), подкоморий (камергер) австрийского двора с 1754 года.

## Биография
Третий сын польского аристократа Александра Юзефа Сулковского (1695—1762) и Марии Франциски фон Штейн цу Йеттинген (1712—1741).
В 1750-1753 годах Франтишек Сулковский в чине полковника служил во французской армии. Во началея Семилетней войны в чине генерала австрийской армии участвовал в военных действиях против Пруссии. В 1759-1762 годах служил в русской армии. В 1768 году принял участие в Барской конфедерации против России.
В 1775 году на сейме князь Франтишек Сулковский был назначен членом коронной военной комиссии. До 1789 года был шефом 6-го ланового пехотного полка. Затем вернулся на австрийскую службу, где получил чин фельдмаршала.
Кавалер Ордена Святого Губерта (1760), Ордена Святого Станислава (1774), Ордена Белого Орла (1778), и Ордена Святого Александра Невского.

## Семья и дети
Франтишек Сулковский был дважды женат. 13 января 1759 года женился на Марианне Шембек (ум. 1770), от брака с которой детей не имел.
3 апреля 1774 года вторично женился на Юдите Марии Высоцкой (1756—1823). Дети:
- Александр Юзеф Сулковский (1775—1811)
- Юлия Франциска Сулковская (род. 1776)
- Ян Непомуцен Сулковский (1777—1832), князь-ординат на Бельско-Бяле (1812—1832)